# Мануиловская (Плесецкий район)
Мануиловская — деревня в Плесецком районе Архангельской области.

## География
Находится в западной части Архангельской области на расстоянии приблизительно 44 км на юг-юго-запад по прямой от административного центра района поселка Плесецк на южном берегу острова Красный на реке Онега.

## История
В 1873 году здесь (деревня Каргопольского уезда Олонецкой губернии было учтено 13 дворов, в 1905 — 18. До 2021 года входила в Федовское сельское поселение до его упразднения.

## Население
Численность населения: 76 человек (1873 год), 130 (1905), 0 как в 2002 году, так и в 2010.